# Aziza Chakir
Aziza Chakir (in arabo عزيزة شكير‎?; 19 maggio 1998) è una judoka marocchina.

## Palmarès
- Giochi panafricani

Rabat 2019: bronzo nei -48kg.
- Campionati africani

Antananarivo 2017: bronzo nei -48kg;
Tunisi 2018: argento nei -48kg.